# Wetter (flod)
Wetter är en liten flod, 68 kilometer lång. Floden ligger i Hessen i Tyskland. 
Floden har sina källsprång i Vogelsberg. Därefter rinner floden genom Wetterau, ett landskap, som är uppkallat efter floden. De största orterna vid floden är Lich och Bad Nauheim. Vid Niddatal rinner Wetter ut i Nidda.